# Раковски (град)
Вижте пояснителната страница за други значения на Раковски.
Раковски е град в Южна България, Област Пловдив, административен център на община Раковски.
Наименуван е на видния български националреволюционер Георги Раковски. Населението му се състои от 15 640 души (15 март 2024). По данни на НСИ населението на града е 14 731 души към 31 декември 2018 г.
По данни на ГРАО към 15 юни 2023 г. в града живеят 15 676 души по настоящ адрес и 16 546 души по постоянен адрес.
Градът е създаден през 1966 година чрез сливането на 3 села – Генерал Николаево, Секирово и Парчевич, в миналото наричани съответно Калъчлий, Балтаджа и Алифакъх. Селата са населявани от наследници на павликяни, приели католицизма през XVII – XIX век.

## География
Раковски се намира в централната част на Горнотракийската низина, на 25 километра североизточно от град Пловдив. Землището на града има площ 97,999 квадратни километра, а урбанизираната територия е около 550 хектара.
Характерен за района на града е равнинният и слабо хълмист релеф. Общият наклон на терена е в югоизточна посока. Средната надморска височина за града е 180 метра, около 169 м за кв. „Парчевич“, около 171 м за кв. „Секирово“, около 184 м за кв. „Ген. Николаево“.
Попада в преходно-континенталната климатична област, южно от Стара планина, която е бариера, възпрепятстваща преминаването на студените континентални въздушни маси на юг. Зимата в града е мека, а лятото е сухо. Пролетта започва рано, температурата на въздуха бързо се повишава и в началото на април средноденонощната температура най-често е над 10 °C. Характерно за града е много горещото и сухо лято.
Изключително ниските стойности на относителната влажност на въздуха са свързани с периодите на поява на фьон, характерен за зимния и пролетния период. Средногодишната сума на валежите в района е под средната за страната. Снежната покривка се задържа средно около 30 дни.
През територията на града преминава река Сребра. В околностите на града има 12 микроязовира (с обща площ над 2 хил. дка и обем над 9 млн. м³). Дълбочината на подпочвените води е между 1,5 и 3,5 м.

## Квартали
Град Раковски е населен с наследници на павликяни, приели по-късно католицизма. Павликянството е християнско религиозно движение, което се появява в граничните за Византия арменски земи, където те създават собствена държава, просъществувала за кратко. Павликяните са превъзходни бойци и често се изявяват като мощни съюзници на Византийската империя. Заедно с арабските си съюзници представляват сериозна опасност за източните граници на Византия. Поради това Византия е принудена да се съобразява с тях и дори се опитва да се възползва от съществуването им. Дава им статут на акрити (граничари) и те се превръщат в гранично население. Оттук идва и тезата, че имената на големите села Калъчлий и Балтаджа, днес квартали на Раковски, идват от наименованията на военните формирования, разположени в тях. Калъчлий произхожда от думата „калъчка“, която означава „сабя“ или „дълъг нож“. Балтаджа – от думата „балтия“, със значение „брадва“, „секира“.
Третото село, днес също квартал на Раковски, Алифаково е заселено през 1905 г. с преселници от Балтаджии. Дотогава е било турско село. Старото му име било Алифакъх, по името на местен мюсюлмански светия.
Турските наименования на днешните квартали на град Раковски в различни времена и документи са изписвани по различен начин. В Пловдивския държавен архив те фигурират като Калъчлии (Калѫчлии), Балтаджии и Алифаково. Местното население ги е наричало „Калъшлия“, „Балтаджия“ и „Аляково“.
Що се касае за името на града, през 1966 г. са обсъждани три предложения – Парчевич, Тракия и Раковски.

### Генерал Николаево
Генерал Николаево е най-източният от кварталите на Раковски. Разположен е на пътя Пловдив-Брезово-Павел баня. Старото име на селището е Калъчлии (преди Освобождението Калъчлъ / Саръкалъчлъ на турски: Kılıçlı, Sarıkılıçlu). През 1934 г. над 1000 населени места в България сменят имената си. Тогава е наименувано Генерал Николаево на видния генерал Данаил Николаев, който е от създателите на българската войска след Освобождението.
В квартала действа енория „Пресвето Сърце Исусово“ на Софийско-пловдивската католическа епархия.

### Секирово
Секирово е средният квартал от кварталите на Раковски. Разположен е южно от пътя Пловдив-Брезово-Павел баня. Старото име на населеното място е Балтаджии (преди Освобождението Балтаджълар, на турски: Baltacılar, Baltacı-lar). Също през 1934 г. селото сменя името си и то 2 пъти. За няколко месеца е наречено Секирци и после Секирово. От 1943 до 1945 г. носи името Архангелово на патрона на католическия му храм.
В квартала действа енория „Свети Архангел Михаил“ на Софийско-пловдивската католическа епархия.

### Парчевич
Парчевич е най-западният и най-малкият от кварталите на Раковски. Разположен е също на пътя Пловдив-Брезово-Павел баня. Старото име на селото е Алифаково (преди Освобождението Али Факъх, на турски: Ali Fakıh). Турското наименование на селото идва от личното име Али. Факъх е звание и означава мюсюлмански законовед, учен-богослов или четец на корана (вещ в правото, правовед, духовен лидер). Комисията, работила по преименуването на българските селища през 1931 – 1932 г., спазва правила при преименуването, сред които е приемане на имена на личности от Македоно-одринското опълчение. Така през 1934 г. селото е преименувано на Антраниково в чест на арменския генерал Антраник Озанян, служил в Българската армия през Балканските войни като командир на арменската доброволческа рота в Македоно-одринското опълчение през 1912 и 1913 г. По настояване на жителите му от 1943 г. селото носи името на българския католически епископ барон Петър Парчевич.
В квартала действа енория „Непорочно Зачатие Богородично“ на Софийско-пловдивската католическа епархия.

## История
Животът в района на град Раковски датира от каменно-медната епоха.

### Античност
Непосредствено до града е разположена селищна могила, находките от която показват, че първото селище по тези земи е възникнало през каменно-медната епоха. Откритите жилища са големи за времето си, с правоъгълен план, а преобладаващите са с дължина 8 м и ширина 6 м. Изградени са от дърво с глинени или дъсчени подове. Според откритите керамични съдове селището съществува в продължение на няколко хилядолетия, като е опожарявано периодично при инциденти или вражески нападения. Огромният могилен насип е образуван от руините, които са били заравнявани и върху които се е строяло отново.
В землището на Раковски са намерени следи от две селища, датирани от късно желязната епоха:
- Първото се намира в местността „Карадере“. Разположено е върху незаливна тераса на река, носеща същото име и има площ от 30 дка. Видимостта е отлична във всички посоки. Със сондажни проучвания, е установено съществуването на културен пласт на дълбочина около един метър, имащ дебелина около 20 см. В него се открити множество животински кости, местни и импортни керамични фрагменти от съдове, строителна керамика – плоски и покривни керемиди. В пласта има отделни части от кирпичи. Датировката на обекта е отнесена в периода V – IV в. пр. Хр. По всяка вероятност намерения недалечен некропол, проучван през 1930-те години, е свързан с това селище.
- Второто селище се намира в местността „Белнере“ е датирано от втората половина на IV в. пр. Хр. Разположено е в близост до пресъхнало дере на малка река, в равнинен терен. Открити са бронзови и сребърни монети от Перинт и на Филип II. Видимостта във всички посоки е отлична. Площта на селището е неизвестна. Предполага се, че се е простирало и в съседната местност „Бруклийка“.

Почвите и в двете местности са канелено-подзолисти (псевдоподзолисти). Обширните равнинни територии в съчетание с водоносния пласт, върху който се намират, са предпоставка за развитие на земеделието по това време в района. Водоснабдяването е ставало от реките. Не са открити следи от кладенци.

#### Одриско царство
През античната епоха в Пловдивско живее тракийското племе одриси. Изградената от тях държава съществува 150 години (между началото на V до средата на IV в. пр.н.е.). По това време територията на град Раковски е под контрола на Одриското царство.

#### Римска империя
През 46 г. н.е. земите на Одриското царство са завладени от Римската империя. Така населението на района – предимно одриси – преминава под контрола на империята. След разделянето ѝ през 330 г. територията на града остава в източната част на империята – Византия.

### Средновековие
През средновековието земите на град Раковски и населението са били част от Византийската, Българската и Латинската империи.

#### Византийска империя
Павликяните са заселвани в Северна Тракия от районите на Мала Азия, Армения и Сирия на няколко етапа между VII и X в. Първите заселвания са от императора Константин V Копроним в средата на VIII в. В новите си земи те получават статут на акрити и се превръщат в гранично население, състоящо се главно от свободни селяни, които не плащат обичайните данъци, но защитават границите на Византийската империя.

#### Първа българска държава
През 836 г. земите на гр. Раковски са присъединени към Българска държава от българския владетел Маламир и остават в границите ѝ до 970 г., когато след нашествието на киевския княз Светослав I и изтласкването му, земите са отново в пределите на Византия.

#### Византийска империя
За възстановяването на района след кланетата на Светослав I, през седемдесетте години на X в. император Йоан I Цимисхи отново заселва по Пловдивските земи павликяни и манихейци от Армения и Сирия.
След Павликянското въстание, избухнало през 1084 г., част от павликяните се преместват на север от Стара Планина, а павликяните, които останали в Пловдивско, стават обект на специални грижи от страна на император Алексий I Комнин. Те получават земи и привилегии да ги наследяват при условие, че приемат православието. През 1115 г. павликяните, приели православието, също получават от него и създадения за тях град Алексиопол, който според някои хипотези се намира на мястото на днешния Раковски. Въпреки привилегиите, те не били укротени и много от тях запазили своята еретична вяра.

#### Латинска империя
От 1204 до 1248 г. земите на града са включени в Пловдивско херцогство на Латинската империя. Павликянският град Алексиопол и земите около него са били баронство в херцогството.

#### Втора българска държава
От 1248 г. до падането ѝ под османска власт през 1364 г. територията на града 15 пъти сменя принадлежността си от България към Византия и обратно. След 1364 г. голяма част от павликяните от района (еретици и православни) се преселват през Стара планина в Дунавската равнина. Те се заселват основно в Никополско и Свищовско, но и на други места по поречието на река Осъм (около трасето на стария римски път Мата), за да започнат да се завръщат отново по Пловдивските земи след два века и половина.

### Османска империя
Едни от първите сведения за селата Калъчлий, Балтаджа и Алифакъх са в османските данъчни регистри от XVI в.
- Първото селище фигурира с имената Алтън Боа (на османски турски: قلچلو صارو, на турски: Altın boğa) и Кълъчлъ саръ (на османски турски: التون بوغا, на турски: Kılıçlı sarı). Приходът на селището е формиран от данъчно облагане върху добив от: пшеница, смесено зърно, зеленчукови градини, такса за ползване на ливади и други такси. В регистър от 1596 г. е записано, че общността има имам.
- Второто селище фигурира с имената Балтаджъ (на османски турски: بالتهجى, на турски: Baltacı) и Кадирджикли. Приходът на селището е формиран от данъчно облагане върху добив от: пшеница, ечемик, кошери, сено, плодове, зеленчукови градини, и други такси. В Джелепкешанския регистър от 1576 г. в селото са вписани 17 джелепкешани. В регистър от 1596 г. също е записано, че селото има имам.
- Третото селище фигурира с имената Велед-и данишменд (на османски турски: على فقيه, на турски: Veled-i-danişmend) и Али Фъкъх (на османски турски: ولد دانشمند, на турски: Ali fıkıh). Общият приход от селището е формиран от данъчно облагане върху добив на: пшеница, ечемик, сено, кошери, лен, папур, воденици, люпилни за ориз и др. такси. В регистъра от началото на века до селището е регистрирано и завие на Кюрекчи баба, в което са описани 7 абдали, един от които е техен религиозен лидер – шейх.

Трите селища са описани в нахия Караджа даг на каза Филибе.
Докато в средата на XVII век почти всички български павликяни живеещи в Северна България вече са приели католицизма, то в южната част на страната този процес едва започва. През 1623 г. отец Антон Батор от Никопол, следвал в Климентинската колегия в Рим, е бил капелан за Дубровнишки търговци в Пловдив. На него му е било възложено да обхожда околните павликянски села и да ги покръства. През 1643 година католическият мисионер Яков Хомодей (Яков Божков), съученик на Петър Парчевич в Лорето, пристига в Калъчлий и построява първата католическа църква в селото от дърво и слама, след което успява да ускори налагането на католицизма в района. Архиепископ Петър Богдан, посещава селото на 21 ноември 1646 г. за освещаване на новата църква (и остава в селото за три дена), е записал, че католическото население е наброявало вече 500 души, главно преселници от Никополско. През 1676 година Калъчлий наброявало 70 къщи. Според предания след Чипровското въстание католическата църква откупва от турците неголяма група жени и деца, която заселва в село Балтаджа. Първите сведения за покръстване в Балтаджа са в регистър на венчавки и кръщенета от 1695 – 1699 г. Сведения за кръщения в село Алифакъх се срещат в енорийска кръщелна книга от 1729 г.
В резултат на преселения на бивши павликяни от Северна България, католическата общност в района на днешния гр. Раковски значително нараства между XVII и XIX век. Село Алифакъх е населено от мохамедани и павликяни до Освобождението на България. Приемането на католицизма не става бързо и лесно. Историята пази множество случаи на гонене на мисионери и бягства на цели семейства от местата, където те активно проповядват и действат. Процесът завършва през 1839 година с присъединяването към католицизма на последните павликянски семейства от село Балтаджа. Последната непокръстена павликянка от селото е била баба Съба Петкова. С помощта на турските власти, епископ Иван Птачек и мисионерите-редемптористи Матия Граф и Игнат Кристоф, всички по произход чехи, публично я унизили, малтретирали и изгорили старите ѝ книги. Не след дълго, тя починала.
През 1836 г. в Балтаджа имало 70 къщи, 500 жители и други 400 работели и живеели по околните турски чифлици, 40 новородени, 20 умрели и 8 женитби. В Калъчлий – 152 къщи, 1113 души и още до 300 работели в други села. През 1837 г. чумна епидемия е покосила 300 павликяни в Пловдивско.
Годината 1840 се счита за повратна в развитието на католическите общности в Пловдивско. Рим отзовава тогавашните мисионери редемптористи и на тяхно място изпраща капуцините. Така католиците в Пловдивско попадат под влиянието на едно сравнително консервативно течение на католическата църква, но с харизмата на техния покровител свети Франциск да строят и възстановяват църкви, манастири, параклиси, училища, семинарии, болници, сиропиталища и приюти. През 1843 г. италианецът Андреа Канова е назначен за апостолически наместник на епархията и възползвайки се от покровителството на европейските консули в Пловдив, той успява да построи храмове във всички католически села в Пловдивско. Първите са построени през 1844 г. в Даваджово и Балтаджа. През 1845 г. епископ Андреа Канова попечителства при закупуването на земи от изселващите се турци от село Герен и улеснява заселването му със семейства от Калъчлий.
През 1844 г. в Рим е издаден „Молитвеник за християните от Пловдивско“ с автори родените в Калъчлий свещеници Яко Яковски и Петър Арабаджийски. Той е написан на характерния говор на павликяните, отпечатан на латиница и е бил използван като домашен буквар от наследниците на павликянското население в Пловдивско. В увода се обяснява как трябва да се четат латинските букви по възприетия тогава от католическите свещеници правопис. На 30 януари 1858 г. отец Яко Яковски е отбелязал, че през нощта в района на днешния град е имало извънреден студ и виното е замръзнало по време на литургията.
През XIX и XX век при католическото население в селата Калъчлий и Балтаджа съществува една рядкосрещана форма на монашество, наричана „калугерки в селото“. Това са жени, които дават обет за безбрачие, остават в бащиния си дом и се посвещават на служба на католическата църква. Те подпомагат свещениците в църковните служби и поддръжката на църквите. Когато селските калугерки се появяват през втората четвърт на XIX в., те са много добре приети и от духовенството, и от населението. Обратът идва от факта, че с времето броят им главоломно нараства. Например, броят им през първата половина на XX век стига до 50 – 60 жени в Калъчлии, в Балтаджии до 200 – 300 жени. Андреа Канова се е опитал да ограничи този тип монашество, като издал окръжно (писмо, изпратено до енориите) „калугерки“ да се наричат тези, които има специално разрешение за това от епископа. В началото на XXI век останалите живи селски калугерки в Пловдивско се броят на пръсти.
От преди Освобождението в историята ще останат имената на просветители и учители – Яко Яковски, Йосиф Арабаджийски, Едуард Валпа, и много други проповедници и мисионери, допринесли за просвещението на предците на населението на сегашния град Раковски. Първото училище в Балтаджа е създадено през 1863 г. В средата на XIX век за около три години в селата и горите около Калъчлий е хайдутствал Георги Качака, известен като Католишки хайдутин.

### След Освобождението
По време на Руско-турската освободителна война свещеникът на село Балтаджии отец Ернесто Саватоне съобщава, че в Алифаково е изоставен от турците голям военен склад с храна. Русите, които нямали възможност да вземат храната със себе си, помолили местното население да я пази. Местното население с голямо усърдие изпълнило тази задача и по-късно временното руско управление в българските земи решило да възнагради общината за старанието и след продажбата на получения ориз от една ферма, дали една десета от стойността на ориза (9346.50 гроша) на общината в Балтаджии. С тези средства по-късно била построена нова сграда за училището. Първото училище в село Калъчлии е построено през 1879 г.
Първите учители в селата след Освобождението са Андрея Марашлийски, Мариана Бъмбина, Ана Гиева, Петър Коков и Милан Генчев. След Руско-турската война (1878 г.) отношения между жителите на Алифаково се обтегнали и християните са се изселили в съседното Балтаджии. След Освобождението до 1905 г. Алифаково е било чисто турско село. През 1884 г. 20 католически семейства главно от Калачлии и няколко семейства от Балтаджии се заселват в село Салалии. След посещение на видния български учен д-р Любомир Милетич в селата в края на XIX век, той пише, че Балтаджии има нова църква през 1887 г., a Калъчлии през 1891 г. През 1893 г. са водени преговори между калъчлийската и балтаджийската общини за изграждане на прогимназия между двете села в местността „Романски кладенец“. Планирано е било и шосе, което да съединява селата и минава покрай бъдещето здание на общата Балтаджийско-Калъчлийска прогимназия. Политическите промени през следващата година провалят плановете за обща прогимназия.
Още през втората половина на XIX век в землището на селата Браниполе и Коматево се оформя чифликът „Свети Феликс“, известен още като владишкото имение. За обработката на земята там са ходили цели фамилии от Балтаджии и Калъчлии. Някои от тези семейства си купуват земя и се установяват да живеят постоянно в тези села. В началото на XX век, отец Ангел Бадов от Балтаджии поема посредничество между своите енориаши и изселващите се от Алифаково турци при откупуването на техните земи.
В края на 1908 г. и началото на 1909 г. са създадени първите читалища „Св. св. Кирил и Методий“ и „Петър Богдан Бакшев“ в селата Калъчлии и Балтаджии.
Над 70 военнослужещи от селата Балтаджии и Калъчлии загиват в Балканските войни (1912 – 1913). Загива и военизираният свещеник Йозо Зайков. Други 57 загиват по фронтовете през Първата световна война. За проявена храброст 46 военнослужещи от кварталите на град Раковски са наградени със Знак на военния орден „За храброст“-IV ст., Сребърен и Бронзов медал „За заслуга“ – без корона и други отличия. През 1915 г. отец д-р Дамян Гюлов е назначен за полкови свещеник в 43-ти пехотен полк. Но той изпълнява свещеническите си задължения също и спрямо католиците в 21-ви Средногорски полк, в който се числят войници от пловдивските католически села. През 1913 г. в сградата на училището в Калъчлии са настанени семейства бежанци от Одринско. През 1918 г. в село Калъчлии е открита пощенска станция.
В периода между Световните войни са съществували следните църковни културни и просветни дружества: в Калъчлии – католическо дружество „Роберт Менини“ (основано 1927 г.) и Младежки католически певчески хор „Михаил Добромиров“ (1943) и в Балтаджии – дружество „Богдан Бакшич“ (1928), Младежко културно-просветно дружество „Св. Архангел Михаил“ (1930) и католическото дружество „Св. Андрей“.
През 1908 и 1910 г. са основани местни дружби на Българския земеделски народен съюз в селата Калъчлии и Балтаджии. Идеите на Демократическата партия са били близки на много семинаристи от селата, които са учили в Пловдив. Социалистическите идеи достигат района на Раковски през 1905 г. с назначаването на фелдшер Георги Мичев на работа в Калъчлии. Следвал в Лозана, той създава първата социалистическа група. През 1919 г. се създават организаци на Българската комунистическа партияи в Балтаджии (10 април) и Калъчлии (19 септември), за секретари са избрани съответно Тереза Чолакова и Йозо Стрехин.
Политически симпатии в село Калъчлии през 1929 г. се поделяли между 3 партии – Националлибералната, Земеделската, и управляващия Демократически сговор. Най-много са привържениците на Демократически сговор поради грижите на Андрей Ляпчев за селото и личното му познанство със Стефан Чешков Петков – сред влиятелните хора в района и първия адвокат, роден и работещ в селото и депутат от Либерална партия (радослависти) в XVII обикновено народно събрание. От първите избори след Освобождението през 1879 г. до забраната на партиите през 1934 г. за кметова на селата са избирани членове на Националлибералната партия, Българския земеделски народен съюз и Демократическата партия.
През 1925 г. започва да работи болницата „Петър Парчевич“ в Калъчлии. През април 1928 г. Горнотракийската низина е сполетяна от Чирпанското земетресение, което разрушава над 72 000 сгради и причинява щети на стойност около 3.3 милиарда лева. Природната стихия поразява жестоко и католиците в пловдивските села. Църквите, училищните сгради, болницата и много частни домове са изцяло или частично разрушени. Лично цар Борис III посещава разрушените места. Дирекцията за подпомагане на пострадалите лица и населените места (ДИПОЗЕ) финансира строителството на обществените сгради и подпомага пострадалото население. Още на следващата година са изградени нови сгради на училищата. През 1931 г. в трите села са построени нови църкви с доброволния труд на населението и средства от Ватикана. Храмовете са изграден благодарение на помощта на Свети Папа Пий XI, чиито барелеф краси фасидите на трите църкви. През 1932 г. болницата възстановява дейността си в нова сграда.
- Сградата на училището в Калъчлии, построена през 1929 г.
- Сградата на училището в Балтаджии, построена през 1929 г.
- Строежът на новата църква в Калъчлии през 1929 г.

В периода между войните видните общественици, учители и свещениците – Лазар Лазаров, Климент Джундрин, братята Дамян и Козма Гюлови, Флавиан Манкин, Рангел Пацев и още много др. допринасят за развитието и пробуждането на населението на град Раковски.
През 1930 г. в Калъчлии е закупен първият автобус за превозване на пътници до град Пловдив. Негов шофьор е бил Петър Зантов. През 1936 г. започва електрифицирането на селата Генерал Николаево и Секирово от електроцентрала „Въча“. Електрифицирането на Антраниково започва през ноември 1940 г. и е завършено през декември следващата година.
Малцина от бъдещите квартали на град Раковски участват в партизанската съпротива (1941 – 1944). Това е разбираемо поради силната религиозност на населението в тези села. В съпротивата загиват Петър Хамбарлийски – партизанин във формирания от Дичо Петров войнишки батальон, Иван Станков – „Дибенко“, партизанин в Първа средногорска бригада „Христо Ботев“ и Иван Боражиев, преселил се в Пловдив, сражавал се в отряда „Антон Иванов“. Андрей Балджийски, войник към така наречения окупационен корпус в Македония, се присъединява към югославските партизани и доживява до края на войната.
Ятаци от населените места са Петър, Никола, Янко и Серафим Стрехини, Фердинанд Миланов, Йозо Тобиев, Минчо Петков, Къна Стрехина – ятачка и политзатворничка. През април 1944 г. Фердинанд Миланов и Йозо Тобиев са предадени и на 1 юни 1944 г. разстреляни без съд в местността „Студенец“ в Родопите на около 37 км югозападно от Пловдив.
Над 30 военнослужещи от днешните квартали на Раковски загиват по бойните полета в Югославия, Унгария и Австрия (1944 – 1945).
Потребителна кооперация в Балтаджии е създадена през 1906 г., като земеделско спестовно дружество с цел кредитиране на земеделските стопани и ограничаване на ширещото се лихварство. Кооперацията има важна роля в процеса на откупуване на земите от жителите на Балтаджии от изселващите се турци в Алифаково. През 1941 г. дружеството е преструктурирано в Кредитна кооперация „Св. Изидор“. По същото време съществува кооперация „Постоянство“ в с. Ген. Николаево. През 1955 г. двете кооперации са обединени и години по-късно на тяхна основа е създадена Градска потребителна кооперация „Наркооп“ гр. Раковски. През 1930-те години в село Секирово има клон на дружество „Червен кръст“ и клон на Съюза за закрила на децата в България, които са закрити по време на войната.

### След Втората световна война
През периода 1946 – 1949 г. са прокарани първите водопроводи в селата Генерал Николаево и Секирово. През декември 1947 г. са национализирани дарак и мелница „Петрови“, мелници „Хачик Парсиняк“, „Артин Аведисян“, „Иван Бакалски“, „Тереза Папукян“, дарак „Иван Замярски“ и петмезоварна „Йозо Четов“. Първото ТКЗС е основано в село Секирово на 3 октомври 1948 г. Първоначално има 45 члена с хиляда декара земя и 5 крави. Първият председател е Иван Лесов. На 16 януари 1949 г. е основано ТКЗС в село Генерал Николаево от 121 домакинства с 3800 дка земя и председател Гено Сарийски. Същата година се създава и ТКЗС в село Парчевич с председател Павел Рабаджийски.
На 30 април 1952 г. в Генерал Николаево започва да работи тухларна фабрика.
Броят на арестуваните през 1952 г. католически духовници в България, преследвани и обвинени в шпионска и подривна дейност срещу народнодемократичната власт, достига 42 души. Осем от тях са родени в Генерал Николаево и пет в Секирово. През есента на 1952 г. е разгледано делото на епископ Иван Романов (роден в Секирово), който също е обвинен в шпионаж. Присъдата от 12 години затвор за 74-годишния духовник се равнява на смъртна присъда. Изпратен в Шуменския затвор, той умира само след 2 месеца. За него е открит процес за беатификация.
През зимата на 1963 г. температурите в района падат под минус 20 градуса. През 1964 г. стопанството в село Генерал Николаево прераства в държавно земеделско стопанство. С формиране на новия град през 1966 г. започват тенденции на обединяване на усилията на стопанствата в установяване на връзки с водещи научни аграрни институти в страната. През декември 1978 г. е създаден АПК със седалище в Раковски, който включва всички селски стопанства от общината (тогава наричана селищна система). На площ от 240 декара са създадени оранжерии.
- Семейство от Секирово през 1960-те г.
- Площадът в кв. „Генерал Николаево“ през 1968 г.
- Площадът в кв. „Секирово“ в началото на 1970-те г.
- Тухларната фабрика в Генерал Николаево през 1970-те г.

Слав Иванов Станков е първият кмет на градската община Раковски. През 1970-те години в Раковски са открити цехове на Завода за дървообработващи машини в Пловдив, на Карловския тракторен комбинат и цех за производство на пластмасови и каучукови изделия за широка употреба. През 1972 г. е открито Районно предприятие, което по-късно прераства в общинска фирма „Легия“. През 1975 г. на територията на общината започва да работи клон на „Редки метали“.
През февруари 1979 г. е учреден общинският комитет на БКП. За първи секретар е избран Стойко Пенев, а за негов заместник – Иван Лачев.
На 19 август 1979 г. започва строежът на националния обект Стоманолеярен завод. Имало условие заводът да не бъде изграден върху плодородна земя. На 14 юни 1982 г. е направена първата отливка, която е поставена на площада в градинката до читалището, но след 1989 г. е премахната.
- Църквата в кв. „Генерал Николаево“ през 1981 г
- Църквата в кв. „Секирово“ през 1981 г.

Също през 1970-те години между кварталите „Генерал Николаево“ и „Секирово“ започва да се изгражда инфраструктурата на кв. „Нов център“. Построени са нови сгради на пощата и на Професионална гимназия „Петър Парчевич“. След това е построена и сградата на АПК-Раковски. През 1982 г. в новия квартал са построени и първите многоетажни жилищни блокове.

### След промените през 1989 г.
В края на 1989 г. в град Раковски е основана група към сдружение „Екогласност“. В началото на следващата година е създадена и структура на СДС. Нейни учредители са Венко Романов, Любен Самуилов, Вера Самуилова, Мария Станчева, Снежана Лесова, Стойне Ангелов, Милко Стрехин, Зарко Камбуров и др. За председател е избран д-р Иван Томбашки. На проведените избори за общински кмет през 1991 г. за кмет на общината е избран Петър Серафимов Карпаров от коалиция БЗНС – СДС. С писмо № 163 на Министерския съвет от 20 август 1992 г. е прекратена уранодобивната дейност в района на града, а през 1996 г. Стоманолеярният завод е обявена в несъстоятелност.
През 2000 г. общинска фирма „Легия“ е приватизирана и новият ѝ собственик е белгийската холдингова компания „Лимако“, като фирмата е част от веригата за бутикови облекла „Каролин“. В началото на 2007 г. в Раковски е основана организация на партия ГЕРБ. Учредители са Божидар Замярски, Виктор Узунов, Георги Плачков, Иван Антонов, Милена Мандраджийска, Младен Шишков и др. За председател е избран Георги Плачков.
През 2009 г. започва газификацията на града с доставка на природен газ от фирмата „Ситигаз“, дъщерно дружество на компанията „Овергаз“. В края на януари 2012 г. температурите в района падат под минус 20 градуса.
По време на своето апостолическо поклонничество в България папа Франциск посещава град Раковски на 6 май 2019 г. Градът е украсен с над 700 комплекта знамена на Европейския съюз, България, Ватикана и община Раковски. Светият отец е посрещнат на улица „Михаил Добромиров“ в района на автогарата в квартал „Генерал Николаево“ от кмета на града Павел Гуджеров. Оттам папата се отправя с папамобила (бял открит модифициран пикап Isuzu D-Max) към църквата „Пресвето Сърце Исусово“ на площад „България“. В църквата Светият отец отслужва тържествена литургия, на която около 250 деца от всички католически енории в България получават първото причастие. След това папата има обедна среща с католическите епископи в манастира „Света Елисавета“. След обяд папамобилът с папата потегля по булевард „Георги Раковски“ към църквата „Свети Архангел Михаил“ на площад „Европа“ в квартал Секирово. По двукилометровия булевард раковчани го поздравяват с ръкопляскания и викове „Папа Франческо“ и „Да живее папата!“. В църквата папата има среща с около 750 представители на католическата общественост в България.
- Папа Франциск на площад „България“
- Папамобилът с папа Франциск на площад „Европа“

През есента на 2020 г. по време на пандемията от Ковид-19 смъртността в града е 2 – 3 пъти по-висока в сравнение със смърността през есения сезон от предишните години. Лекувайки болните в районната болница, се заразява и на 25 ноември 2020 г. умира роденият в Секирово д-р Йосиф Изамски. На 14 април 2021 г. във връзка с 200-годишнината от рождението на патрона на града Георги Раковски, по време на тържеството за откриване на барелеф на революционера на площад „България“, д-р Изамски, дългогодишният кмет на града Франц Коков и кавалждията Никола Ганчев са отличени посмъртно със заванието „Почетен гражданин на община Раковски“.

## Население

### Численост
Численост (в хил. души) на населението от 1646 г.
Населението на град Раковски е около 15 640 души (15 март 2024). На преброяването през 2011 година 86 % от жителите се определят като българи, 6,5 % като роми, а 7,1 % не отговарят на въпроса за етническа принадлежност.
| год. | Население |
| ---- | --------- |
| 2015 | 15571     |
| 2010 | 15265     |
| 2005 | 15806     |
| 2000 | 16610     |
| 1992 | 15799     |
| 1985 | 16441     |
| 1975 | 14799     |

| год.                   | Ген. Николаево (Калъчлии) | Секирово (Балтаджии) | Парчевич (Алифаково) | Общо  |
| ---------------------- | ------------------------- | -------------------- | -------------------- | ----- |
| при създаване на града |                           |                      |                      |       |
| 1967                   | 6800                      | 6500                 | 500                  | 13800 |
| между световните войни |                           |                      |                      |       |
| 1943                   | 5007                      | 5200                 | 373                  | 10580 |
| 1941                   | 5001                      | 5153                 | 359                  | 10513 |
| 1939                   | 4820                      | 4905                 | 344                  | 10069 |
| 1934                   | 4450                      | 4900                 | 350                  | 9700  |
| 1927                   | 3796                      | 3930                 | 222                  | 7948  |
| 1918                   | 3200                      | 3700                 | 100                  | 7000  |
| преди освобождението   |                           |                      |                      |       |
| 1874                   | 2000                      | 2200                 |                      | 4200  |
| 1859                   | 1525                      | 1312                 |                      | 2837  |
| 1848                   | 1271                      | 1130                 |                      | 2401  |
| 1842                   | 1251                      | 940                  |                      | 2191  |

Според статистическото бюро на Княжество България на 1 януари 1893 г.
| Село      | Сгради | Жители |
| Калъчлии  | 349    | 2048   |
| Балтаджии | 346    | 2202   |
| Алифаково | 13     | 62     |
| Общо      | 708    | 4312   |

Според д-р Любомир Милетич, посетил Калъчлии и Балтаджии в края на XIX век
| Село      | Жители |
| Калъчлии  | 2100   |
| Балтаджии | 2400   |
| Общо      | 4500   |

В средата на XVIII в. в своя записка епископ Никола Радовани пише ...Тръгнах от там за Калъчлий – намерих 206 къщи, всичко 629 човека. Отпътувах за Балтаджа – намерих 49 католически къщи с 375 души....
В рапорт до Конгрегацията от 14 август 1794 г. епископ Петър Ковачев (Царски) е отбелязал …В града (Пловдив) имаме 2024 души. Оттук към изток, на около 3 часа е селото Балтаджа. Там има 384 души и малко турци. Още половин час нагоре е Калъчлий – постоянна резиденция на дон Никола Табаков. Там има енорийска къща и стая, в която се отслужва Светата Литургия. Хората са 655, без да има от друга религия… 

### Религия
Раковски е най-големият град в България, където преобладаващото население изповядва католицизъм. В града има няколко католически църкви и манастири. Енорията в квартал „Генерал Николаево“ е от около 7 хиляди, в кв. „Секирово“ е също толкова, а най-малка е в третия квартал на града „Парчевич“ – около 500 души. Енориите са част от Софийско-пловдивската епархия.
С основание град Раковски понякога е наричан „столица на католицизма“ в България. Факт е, че от началото на XIX век село Калъчлии (Генерал Николаево) се е утвърдило за известно време (до 1835 г.) за център на епархията. Селата, формирали днешния град, са родно място на пет католически епископа, избрани през XX век – Винкенти Пеев, Иван Романов, Симеон Коков, Самуил Джундрин и Георги Йовчев. Много други духовници, родени или живели в града, са допринесли за развитието на духовността на национално ниво – Йосиф Стойков, братята Дамян Гюлов и Козма Гюлов, Петър Сарийски и др. – и във Ватикана – проф. Йосиф Гагов, архимандрит Георги Елдъров и монсеньор Йовко Пищийски.
През 1967 г. Окръжният народен съвет в Пловдив събира данни за активно практикуващите католици. Резултатите от изследването сочат, че 25 % от католическото население в Пловдивско посещава редовно църковните служби. Този процент за населението на град Раковски е по-висок. Това кара местната власт да предприеме непопулярни мерки за ограничаване на вярата като съкращаване или преназначаване на друга работа, отклоняване на молби за посещаване на деца в детски заведения, издаване на недобри служебни характеристики и др. По това време този процент при православните в района е едноцифрен. Последните започват да наричат католиците – хора на „яката“ вяра, базирано на легенди за българските католици, предавани от поколения на поколения, че те са били най-упорити и най-дълго време (някой до 1839 г.) са пазили своята (павликянска) вяра.
В своята статия, публикувана през 1983 г., Джейнис Браун твърди, че въпреки поставената си цел комунистическата власт да елиминира религията в България до 1975 г., тя не успява благодарение на вярата на католиците (дори и млади хора) в селата около Пловдив и в известна степен благодарение на католически туристи от други части на Източна Европа, които през летните сезони са съживявали католическите църкви във Варна и Бургас.
Интересен е фактът, че дори векове след приемане на католицизма, раковчани предпочитат да празнуват Ивановден не по католическия календар на 27 декември, а по стария павликянски обичай на 6 януари, който съвпада с Богоявление. Друг любопитен факт за българските католици, живеещи в района на град Раковски, е, че са консуматори на костенурки. В миналото свещениците са смятали тяхното месо за „постно“ (наред с рибата) и можело да се яде по време на пости. До 1981 г. между кварталите на града, на 23-тия километър от Пловдив, работи крайпътно заведение, което е предлагало ястия от влечуги и земноводни.
Храмове и манастири
- Енорийски църкви
  - „Пресвето Сърце Исусово“ в кв. „Генерал Николаево“
  - „Свети Архангел Михаил“ в кв. „Секирово“
  - „Непорочно Зачатие Богородично“ в кв. „Парчевич“
- Параклиси
  - „Христос Възкръсналия“ в кв. „Генерал Николаево“
  - „Дева Мария – Здраве на болните“ в кв. „Генерал Николаево“
  - „Свети Йосиф“ в кв. „Секирово“
- Манастири
  - женски манастир „Сестри Бенедиктинки“ в кв. „Секирово“
  - женски манастир „Сестрите Францисканки“ в кв. „Генерал Николаево“
  - мъжки манастир „Максимилиян Колбе“ в кв. „Нов център“

- Църква „Пресвето сърце Исусово“
- Църква „Свети Архангел Михаил“
- Църква „Непорочно зачатие Богородично“

- Манастир „Света Елисавета“
- Манастир „Св. Максимилиян Колбе“
- Манастир „Св. Бенедикт“

- Параклис „Христос Възкръсналия“
- Параклис „Свети Йосиф“
- Параклис на „Дева Мария Здраве на болните“

### Говор
Говорът на жителите се отнася към южния подговор на Павликянския говор. Изследванията на езиковеди, че езикът на павликяните, предшественици на населението в Раковски, спада към най-старинните български говори.

## Управление
Общинската администрация към 1 януари 2019 г. е с обща численост около 50 души.
От 1981 г. в града се издава вестник „Нови хоризонти“, който през 1992 г. е преименуван на „Вяра“ и излиза до 2001 г. Първият Герб на град Раковски и първото Знаме на град Раковски са изработени и утвърдени през 1982 г. Тяхната символика и дизайн са променени през 2011 г.

### Кметове на община Раковски[46]
1. Слав Станков, 1966 – 1971 г.
2. Иван Балабанов, 1971 – 1977 г.
3. Петър Кисьов, 1977 – 1979 г.
4. Ченко Терзийски, 1979 – 1981 г.
5. Иван Лачев, 1981 – 1987, 1990, 1995 – 1999 г.
6. Иван Анадъмски, 1987 – 1990 г.
7. Йовко Патазов, 1990 – 1991 г.
8. Петър Карпаров, 1991 – 1995 г.
9. Франц Коков, 1999 – 2008 г. †
10. Стойо Фитнев. 2008 – 2009 г. (ВрИД Кмет)
11. Иван Антонов, 2009 – 2015 г.
12. Павел Гуджеров, 2015 –

### Кметове на селата до обединението

#### Генерал Николаево / Калъчлии[29][30]
1. Слав Станков, 1962 – 1966 г.
2. Иван Райков, 1954 – 1962, 1949 – 1953 г.
3. Гено Белчев, 1953 – 1954 г.
4. Гено Сарийски, 1946 – 1949 г.
5. Никола Гинев, 1945 – 1946 г.
6. Венко Пищийски, 1945 г.
7. Съвет в състав Никола Гиев, Гено Загорчев и отец Рафаил Станев, от 10 септември до 31 декември 1944 г.
8. Иван Сребрев (от Чехларе), 1940 – 1944 г.
9. Иван Петков (от Болярино), 1936 – 1939 г.
10. Стефан Добрев (от Пловдив), 1935 г.
11. Петко Петков, 1934 г.
12. Луиджо Стойков, 1934 г.
13. Гено Загорчев, 1934 г.
14. Климент Дюлгерски, 1933 г., 1932 г.
15. Петър Търновалийски, 1933 г.
16. Борис Петков, 1933 г.
17. Климент Дюлгерски, 1932 г.
18. Никола Кочев, 1931 – 1932 г., 1923 – 1924 г.
19. Йозо Кочев, 1929 – 1930 г.
20. Йозо Дюлгерски, 1928 г.
21. Петър Терзойски, 1928 г.
22. Лети Кайсарски, 1926 – 1927 г.
23. Серафим Белчев, 1925 г.
24. Тобия Стрехин, 1923 г.
25. Петър Власов, 1922 г.
26. Ченко Денков, 1920 г.
27. Иван Джудрин, 1918 – 1919 г.
28. Венко Петков, 1914 – 1917 г.
29. Серафим Матейчин, 1911 – 1913 г.
30. Тобия Говедарски, 1908 – 1911 г., през 1909 г. награден с Възпоменателен кръст „За независимостта на България“
31. Самуил Стойков, 1904 – 1907 г.
32. Франческо Керин, 1903 г.
33. Никола Шопов, 1902 г.
34. Луиджо Бендерлийски, 1901 г.
35. Рафаил Алексиев, 1900 г.
36. Никола Петков, 1897 – 1899 г., 1885 – 1886 г.
37. Ченко Деливански, 1892 – 1896 г.
38. Иван Белчев, 1887 – 1891 г.
39. Рочо Рончев, 1883 – 1884 г.
40. Рочо Романов, 1881 – 1882 г.
41. Марко Терзийски, 1879 – 1880 г.

#### Секирово / Балтаджии
1. Тодорка Кикова – 1964 – 1966 г.
2. Ангел Арлашки – 1962 – 1963 г.
3. Секирово е в една община с Генерал Николаево от 15 октомври 1954 г. до 22 декември 1961 г. (с кмет Иван Райков)
4. Съби Рабаджийски, 1953 – 1954 г.
5. Никола Ченков Пачов, 1949 – 1953 г.
6. Иван Андреев Лесов (Дишов), 1946 – 1949 г.
7. Венко Панин, 1946 г.
8. Гено Кабов, 1945 – 1946 г.
9. Георги Сребрев (от Чехларе), 1945 г.
10. Христо, Тотьо, 1945 г.
11. Иван Иронимов, 10 септември до 31 декември 1944 г.
12. Христо Кривошиев, 1941 – 1944 г.
13. Иван Петков, 1940 – 1941 г.
14. Янко Кирилов, 1939 г.
15. Тодор Станулов, 1939 г.
16. Христо Червенков, 1936 – 1939 г.
17. Атанас Михайлов, 1934 – 1935 г.
18. Венко Генов Земярски, 1934 г.
19. Гено Серафимов Земярски, 1934 г.
20. Йозо Августинов Ячев, 1934 г.
21. Иван Йозов Плачков, 1933 г.
22. Рад Петров Начев, 1932 г.
23. Йозо Иванов Боргоджийски, 1932 г.
24. Гено Йозов Тобиев, 1931 – 1932 г.
25. Арсен Рафаилов Пеев, 1930 – 1931 г.
26. Съби Иванов Инджов, 1929 – 1930 г.
27. Иван Андреев Койрушки, 1927 – 1929 г.
28. Петър Иванов Аянски, 1925 – 1927 г.
29. Иван Андреев Койрушки, 1924 – 1925 г.
30. Съби Иванов Инджов, 1924 г.
31. неизвестни, 1921 – 1923 г.
32. Иван Йосифов Койрушки – 1920 г.
33. неизвестни
34. Иван Врешков, 1908 – 1911 г., през 1909 г. награден с Възпоменателен кръст „За независимостта на България“
35. неизвестни
36. Тодор Георгиев, 1892 – г.
37. Андрей Стоянов, – 1892 г.
38. неизвестни
39. Петър Изевков Гиев, 1887
40. Иван Петров Гюлов, 1879 – 1886 г.

#### Парчевич / Алифаково[30]
1. Йосиф Плачков, 1960 – 1966 г.
2. Серафим Пеев, 1953 – 1960 г.
3. Матея Донев, 1951 – 1953 г.
4. Павел Рабаджийски, 1949 – 1951 г.
5. Петър Зенков, 1948 – 1949 г.
6. Йозо Карагеоргиев, 1947 – 1948 г.
7. Марко Боргоджийски, 1945 – 1947 г.
8. Стефан Геков, 1945 г.
9. Йозо Геков, 1944 – 1945 г.

- в община Секирово от 1914 до 1944 г.
- в община Стряма от 1886 до 1914 г.

## Икономика
През последните десетилетия в град Раковски и селищата в общината се развиха много фирми от областта на хранително-вкусова, дървообработваща и химическа индустрии с водещи национално-утвърдени компании.

### Промишленост
Шивашката промишленост е традиционен поминък на голяма част от населението на общината. Още по времето на социализма продукция на местната шивашка фирма „Легия“ е изнасяна за Федерална Германия и други страни. Върху част от територията на бившия стоманолеярен завод е построен сметопреработвателен завод.
Индустриална зона Раковски е една от промишлените зони около град Пловдив наред с други 6 зони и технологични паркове, които формират Пловдивската промишлена зона „Тракия“. Намира се на територията на с. Стряма на 14 км от гр. Пловдив. Около 3500 души от Раковски, околните селища и гр. Пловдив работят в зоната. Изграждането на зоната започва през 2004 г. Първата компания е британският производител на части за автомобили „Уилям Хюз“. Над 20 компании от различни индустрии – автомобилостроене, битова химия, текстил, логистика, хранително-вкусова и енергийно оборудване – развиват дейност на около 1000 декара площ. В зоната се намират производствени бази на фирмите:
- АББ България, за продукти ниско и средно напрежение,
- Бруната България, за производство на абонатни станции,
- Дзобеле България, за производство на ароматизатори,
- Иксетик – Германия, за помпи за автомобилната индустрия,
- Лунатоне България, за производство на електроника,
- Магна Пауъртрейн – Канада, автомобилна индустрия,
- Уником, за производство на алуминиеви профили за дограма, промишлеността и строителството
- и др.

През 2010 в село Белозем заработи рафинерия за производство на дизелово гориво и промишлен газьол с годишен капаците до 150 хиляди тона.
- Фирма „Легия“
- Фирма „Инса Груп“
- Фирма „АББ Раковски“
- Рафинерия „Инса Ойл“

### Селско стопанство
Поради благоприятното си разположение в Пловдивското поле, община Раковски е с развито селско стопанство – зърнено-житни и технически култури, свиневъдство и говедовъдство. Този отрасъл се развива от над 10 крупни арендатори. В землището на село Белозем се намира една от най-големите оризарии в страната. Между градовете Раковски и Брезово е разположена база за съхранение и пакетиране на плодове и зеленчуци. В индустриалната зона се намира фирма за производство на консерви.

### Търговия
На територията на 45 дка открита и закрита площ в кв. „Секирово“, е разположен неделен стоков пазар. В него са обособени две зони: едната предлага стоки за бита, селското стопанство и селскостопанска продукция, а другата зона е животински пазар – един от най-големите в Южна България. В индустриалната зона се намира склад на веригата хипермаркети „Кауфланд“. През октомври 2020 г. в града отваря магазин от веригата „Лидл“ със закрита търговска площ около 1100 кв. м.
- Комплекс „Сара Трейд“ в кв. Генерал Николаево
- Комплекс „Оазис“ в кв. Секирово

### Съобщения
Пощенските клонове за града са три – 4150, 4151 и 4186.
| Код  | Населено място/Адрес                          |
| ---- | --------------------------------------------- |
| 4150 | За целия град/бул. „Раковски“ № 100           |
| 4151 | За кв. „Секирово“/ул. „Петър Берон“ № 77      |
| 4186 | За кв. „Генерал Николаево“/ул. „България“ № 2 |

## Инфраструктура
Инфраструктурата на Раковски се променя от типично селска в началото на миналия века, през селище от градски тип през 1960-те години, до оформяне на градския си облик в края на миналия и началото на този век. Инфраструктурата на града се обновява със средства на общината, държавни средства и финансиране по проекти на Европейския съюз.
Обликът на новия град се променя много бавно в началото на 1970-те години. Макар формално град, кварталите продължават да са изолирани, което ражда анекдот за града, че единствено раковчани в България могат да се гордеят, че имат съселяни и съграждани. Не е имало път между кварталите Секирово и Ген. Николаево. През 1970 г. се приема първият градоустройствен план на града и се изгражда бул. „Г. Раковски“. През 1977 г. са издълбани 7 сондажни кладенеца, с което се решава въпросът с водоснабяването.
Жилищните сгради в града са около 5 хиляди, като над 80 % от тях са тухлени. През 1980-те години в Раковски са строени по 150 нови къщи годищно. Първите многоетажни жилищни блокове са построени през 1982 г. и санирани през 2018 г. Парковете и градинките в града, включително уличното озеленяване, са с обща площ над 120 дка.
През 1991 г. е изработен градоустройствен план, в който са заложени промени в транспортните артерии на града. Предвиждани са две изменения на Републикански път II-56. При навлизане на пътя от Брезово, той е трябвало да завие надясно и северно от кв. „Генерал Николаево“ да се слее с общинския път от село Отец Кирилово и след това да продължи по трасето си. Другото изменение е от село Стряма, пътят е трябвало да продължи направо и обходи кв. „Парчевич“ от северната му страна до сливане със старото трасе. В плана се е предвиждало също и изменение на сегашния общински път от Шишманци, който да заобиколи кв. „Секирово“ от юг и изток (от стадион „Парчевич“) като достигне до път 56, където е било планирано да има бензиностанция. Така се е целяло отвеждане на основните транзитни потоци извън кварталите на града. В северната част на кв. „Нов център“ планът е включвал автогара за междуселищен и градски транспорт. Тези промени остават нереализирани. През 1992 г. планът е преработен и се дава възможност да се строят еднофамилни къщи в кв. „Нов център“. През 2004 г. е приет нов регулационен план с канализация и пречиствателна станция, а през 2011 г. всички общински сгради в града са газифицирани.
През 2012 г. в града започва мащабен воден проект включващ нова канализация, подмяна на водопровода и изграждането на Пречиствателна станция за отпадъчни води. До 2015 г. са рехабилитирани близо 10 км главни водопроводи и 65 км второстепенни водопровода. Изградени са също над 9 км нови главни канализационни колектори и 63 км второстепенна канализационна мрежа. Изградената пречиствателна станция е с капацитет 20 хиляди еквивалентни жители и осигурява следните стъпала на пречистване: механично, биологично с физико-химично отстраняване на фосфора и аеробна стабилизация на утайките. Станцията осигурява възможност и за използването на пречистените води за напояване на земеделски площи.
През 2015 г. и 2018 г. са основно ремонтирани съответно площад „Европа“ и площад „България“. През пролетта на 2019 г. в градския парк в кв. „Нов център“ е посадена фиданка от най-старото дърво в България – от вида летен дъб, поникнал през 334 или 335 г. в село Гранит. През есента на 2020 г. в кв. „Нов център“ започва изграждането на четириетажни сгради със смесено използване – с партерен етаж за офиси и магазини и три жилищни етажа.

### Читалища и библиотеки
Читалище „Св. св. Кирил и Методий“ е създадено през 1908 г. в село Калъчлии. Читалище „Петър Богдан Бакшев“ е създадено през 1909 г. в село Балтаджии. Войните за национално обединение естествено прекъснали дейността на читалищата. Помещенията са използвани за военни складове.
Дейността на читалищата се подновява през 1930 г. През 1940 година читалище „Св. св. Кирил и Методий“ е настанено в собствена сграда. То се издържало с приходите от читалищните имоти и 50 дка ниви. През 1943 г. всички читалища били иззети от властта за караулни помещения на така наречената „Обществена сила“, предназначена за охрана на общината от партизански нападения. Читалищата отново възстановяват дейността си през 1945 г. Същата година в Генерал Николаево е закупен първият киноапарат „Дебър“. През 1950 г. едно от помещенията на читалището се реконструира на киносалон.
По инициатива на ръководството на читалище „Кирил и Методий“ и с помощта народния съвет през 1960 г. започва строителството на нова читалищна сграда в центъра на Генерал Николаево. На 24 май 1963 г. тя е тържествено открита. Новият дом разполага с многофункционален салон с 500 места, и друг със 100 места, библиотека с читалня и хранилище, музейна зала, зала за граждански ритуали, гримьорни, стаи за репетиции, младежки клуб и др.
През 2010 г. читалищата в града са три:
- Читалище „Св. св. Кирил и Методий-1908“ в кв. „Ген. Николаево“,
- Читалище „Петър Богдан Бакшев-1909“ в кв. „Секирово“, и
- Читалище „Честолюбие-2010“ в кв. „Нов център“

### Здравни заведения
Многопрофилна болница за активно лечение, Амбулаторно-поликлинично здравно заведение (медицински център „Света Елисавета“) и звеното за спешна медицинска помощ се намират в квартал „Генерал Николаево“.
До идването на първия фелдшер през 1905 г. медицинска помощ са оказвали някои от свещениците без специална медицинска подготовка. През 1924 г. е построена първата болница – двуетажна сграда с 12 стаи. Голяма заслуга за тази инициатива има свещеникът Козма Гюлов. Болницата е наречена на Петър Парчевич. Д-р Велков е първият лекар, който е донесъл собствени инструменти и апаратура.
Няколко години по-късно болницата е разрушена от земетресението през 1928 г. През 1932 г. е открита нова сграда на болницата с 40 стаи. Поради големия за времето си капацитет част от болницата е използвана за приют за недъгави деца (1935 – 1945).

### Учебни заведения
В кварталите „Генерал Николаево“ и „Секирово“ има две основни училища „Христо Смирненски“ и „Христо Ботев“ и по две целодневни детски градини, както и една професионална гимназия „Петър Парчевич“.
До Освобождението малко деца в католическите села са грамотни. Децата щом навършат 10 години са пращани да работят в турските чифлици. Въпреки това е имало будни деца, които се учат на четмо и писмо като пишат български думи с латински букви. В такъв формат са отпечатани в Рим молитвеници за местните богомолци, особено популярни са две издания от 1844 г. и 1866 г., разпространявани в Балтаджа и Калъчлий. През 1863 г. енорийският свещеник Яко Яковски успява да убеди общината в Балтаджа да отпусне средства за създаване на училище и става пръв негов преподавател.
През 1879 г. се построява нова сграда на училището, тъй като старата изгаря при пожар. Средствата са отстъпени от Временното руско управление. През 1881 г. в с. Балтаджии са обучавани 114 момчета и 107 момичета разпределени съответно в 3 и 4 отделения. В началото на XX век учители в селата са бежанци-униати от Одринско. Една от причините за това е страхът на родителите да поверят децата си на православни учители. Училищата са затворени по време на Балканските и световните войни. По време на Втората световна война в училищните сгради са настанени германски съюзнически войски. През 1921 г. в Балтаджии е открита прогимназия.
През 1921 г. е построено основно училище в Алифаково. Надежда Иванова е първата редовна учителка. От 1931 г. до 1954 г. в училището преподава Антон Биков, читалищен деец и изследовател на историята на просветното дело в католическите села.
През 1922 г. в България се въвежда задължителното основно образование и началното училище и прогимназия в Балтаджии се сливат в едно. Земетресението през 1928 г. разрушава отново сградата на училището, но още на следващата година са събрани от населението средства и са построени нови сгради на училищата „Цар Борис III“ и „Петър Парчевич“. След втората световна война прогимназията е преименувана от „Цар Борис III“ на „Христо Ботев“. Две-три години са необходими за възстановяване на учебния процес и осигуряване на 100% посещаемост. През 1962 г. е открита сегашната сграда на училище „Христо Ботев“. Малко след това учениците от кв. „Парчевич“ започват да го посещават и старото училище в малкия квартал е затворено.
През 1963 г. Практическо селскостопанско училище е било преместено в с. Генерал Николаево. Курсът на обучение е бил двегодишен. През 1968 г. е закрито. През 1975 г. между кварталите „Генерал Николаево“ и „Секирово“ е открито Средно професионално училище по машиностроене „Петър Парчевич“. В същата сграда на училището през 1977 г. е открито и Средното общообразователно училище „Г.С.Раковски“, което е закрито през 1992 г. заради демографския спад.
Първата детска градина е организирана в село Секирово на 1 април 1963 г. в старата сграда на училището срещу църквата. Директор е Мария Борисова Кънева от с. Българене, Свищовско. Градината започва с 24 деца. През следващата година е организирана градина и в село Генерал Николаево в една от старите сгради на училището, след неговото преместване в новата сграда. През 1973 – 1974 г. са завършени 3 нови сгради на детски заведения в града, с което във всеки от големите квартали са формирани детски градини и детски ясни. През 1989 г. яслите са трансформирани в детски градини, с което се формират днешните детски градини – „Иглика“ и „Детелина“ в кв. „Генерал Николаево“ и „Първи юни“ и „Щастливо детство“ в кв. „Секирово“. През 2019 г. към детска градина „Щастливо детство“ е построена нова сграда за две групи и физкултурен салон.
През 1986 г. започва да се строи сграда, предназначена за техническото училище в града, но остава десетилетия незавършена и неизползвана. През есента на 2022 г. е взето решение сградата да смени предназначението си и да стане многофункционална. На първите два етажа се предвижда обособяване на детска градина „Феникс“ с 4 групи. В сградата също са предвидени физкултурен салон, школа за чужди езици и зали за изкуство. Реализиране на проекта започва на 19 април 2023 г. като за целта общината тегли банков кредит.

### Паметници и други забележителности
- Паметник на патрона на града – Георги Сава Раковски, открит на 1 юни 1991 г. в квартал „Нов център“ и паметник на загиналите в Отечествената война (1944 – 1945) „Икар – опит за летене“ на пл. „България“ с надпис „Българио за тебе те умяха! Изгори, за да светиш!“.[53] Двата паметника са дело на скулптура Петко Москов. Неговият син Атанас Москов е автор на скулптурите на Паметника на загиналите за независимостта и обединението на България, издигнат в кв. „Нов център“ през 2018 г.
- Паметници на загиналите от село Калъчлии в Балканската война (1912 – 1913) и в Европейската война (1915 – 1918) в гробищния парк в кв. „Ген. Николаево“ и паметници на загиналите от село Балтаджии в Балканската война (1912 – 1913) и в Европейската война (1915 – 1918) в двора на църквата „Свети Архангел Михаил“.
- Паметник на епископ Петър Парчевич в двора на едноименното училище в квартал „Нов център“. Барелеф на епископ Евгений Босилков, епископ Иван Романов и свещеник Флавиан Манкин е изграден пред църквата „Пресвето сърце Исусово“ в знак на почит към тяхното дело. Паметници на отците Михаил Добромиров и Яко Яковски на улиците, носещи техните имена.
- Католически църкви „Пресвето сърце Исусово“, „Свети Архангел Михаил“ и „Непорочно Зачатие Богородично“. Църквите са построени през 1931 г. В църквата „Пресвето сърце Исусово“ е монтиран тръбен старинен орган, който озвучава неделните и празничните литургии.
- Католически манастири „Св. Максимилиян Колбе“, „Света Елисавета“ и „Сестри Бенедиктинки от Тутцинг“. Сградите на трите манастира са построени между 1995 г. и 2006 г.
- В подземието на храма „Пресвето сърце Исусово“ е събрана експозиция от предмети, свързани с миналото на град Раковски и католицизма в България.[54]

## Култура
В края на XX и началото на XXI век следните религиозни общности развиват дейности на територията на град Раковски – общността на сестрите францисканки, на братята конвентуалци и на сестрите бенедиктинки. Трите общности са участници или съорганизатори на различни спортни, религиозни и културни прояви като велопоходи до „Горните села“ (така местното население нарича католическите села около град Хисаря), поклонения, младежки християнски срещи, и др.
През месец май, общината организира „Майски културни дни“. По предварително изготвена програма читалищата, училищата и детските градини представят своите музикални, театрални и танцови състави. Организират се срещи с утвърдени в областта на изкуствата дейци. От 2008 г. в рамките на дните на културата се организира и „Общинският спортен празник“. Янко Павлов, Петър Търновалийски, Божидар Стрехин, Виржилио Тоскани, Яко Стрехин и Венко Земярски са видни радетели на духовността на града и организатори на културни групи и мероприятия в историята на града. Те са събрали и съхранили безброй материали и снимки за град Раковски. На 30 октомври 1983 г. в града е учредена „Нумизматична организация“, която съществува до 1990 г.
Други празници и фестивали, организирани в града са „Кукове“, „Винария“, „Слав Бойкин“ и „Фермер Експо“.

### Фестивал „Кукове“
„Кукове“ е международен фестивал на кукерски и маскарадни игри, който се организира ежегодно в петъка и съботата преди „Великденските заговезни“ по католическия календар. Обикновено е през февруари. Той е вторият по големина от рода си фестивал в България след Международния фестивал на маскарадните игри „Сурва“ в гр. Перник.
Фестивалът се заражда спонтанно от група младежи, които участват в танцовия състав при читалище „Св. св. Кирил и Методий“. През 1995 г. те организират кукерско шоу в центъра на града, подобно на тези от техните предци, които някога обикаляли по домовете. От 2000 г. фестивалът финансово се поема от Община Раковски и се организира първият регионален фестивал на маскарадните игри.
От 2002 г. фестивалът в града прераства в национален, а от 2003 г. той вече е международен. Чрез фестивала, град Раковски е член на Фондацията на европейските карнавални градове със седалище Амстердам.
Обикновено участват между 1500 и 2000 танцьори от България и гости от Румъния, Словения, Сърбия, Северна Македония, Ирландия, Гърция и други страни.

### Празник на виното
От 2006 г. през февруари на площад „България“ в Раковски се провежда празник на виното „Винария“, организиран от община Раковски. На празника винарите от общината представят произведеното от техните лозови масиви вино. Празникът включва три части – изпълнения на танцови състави, певчески групи и хумористични сценки на площада, поставяне на начало на пролетното зарязване на лозите в близък лозов масив и празникът завършва с всеобщо веселие отново на площад „България“ с дегустация на вина и избор на Цар на виното.

### Фестивал „Слав Бойкин“
Национален фолклорен танцов фестивал „Слав Бойкин“ е музикално-танцов спектакъл, който има за цел да открива и популяризира млади таланти от цялата страна и да даде възможност за изява на творческите им заложби чрез музиката и танца. Той няма конкурсен характер и не се оценява от професионално жури. Събитието се организира от Община Раковски и читалище „Св. св. Кирил и Методий“.
Фестивалът се провежда ежегодно през октомври или ноември от 2013 г. и носи името на Слав Бойкин – първия ръководител на самодейния танцов състав при читалище „Св. св. Кирил и Методий“ в град Раковски.

### Празник на животновъдството
„Фермер Експо Раковски“ е празник на българското животновъдство, който се провежда на стоковия пазар в кв. „Секирово“ през октомври.
Първото „Фермер Експо“ в Раковски е организирано през 2017 г. от Организацията на производителите „Фермерско мляко“ с помощта на Община Раковски, Националния съюз на градинарите в България и Министерство на земеделието, храните и горите. На изложението животновъдите представят разнообразни породи млечни и месодайни животни – овце, кози, говеда и биволи.

### Книги за гр. Раковски
Книги, свързани с историята на града:
- Грешний, А., „Георги Качака-Католишки хайдутин“, Библиотека Трактор, Пловдив, 1945 г.
- Димитров Б., „Миналото на град Раковски“, София, 1989 г.
- Чонов К., „Амбицията – История за създаването и развитието на Легия ЕООД град Раковски“, Издателска къща „Жанет-45“, Пловдив, 1994 г.
- Земярски, В., „Секирово – Възникване и църква“, 2011 г.
- Пънкин, Г., „Футбол Раковски“, 2018 г.
- Стрехин, П., „Нашата история – Историята на българските католици“, 2019 г.
- Петков, П. Д., „Zaropismo illi Balgarska Istoria на отец Едоардо Валпа“, изд. „Буквица“, София, 2022 г.
- Плачков, И., „Малка енциклопедия град Раковски“, 2025 г.

## Спорт
През 1948 г. в село Генерал Николаево се създава първото физкултурно дружество „Урожай“, с което започват да се провеждат организирани лекоатлетически кросове и футболни мачове. През 1954 г. дружеството е републикански първенец на Втората републиканска селска спартакиади. По-късно и женският волейболен три пъти печели званието „републикански селски първенец“. Успехите на дружеството довеждат до изграждане на спортна материална база. През 1954 г. в село Секирово се създава първото физкултурно дружество, с което започват да се провеждат организирани футболни мачове.
Значими спортни съоръжения в Раковски са стадион „Г.С.Раковски“, построен през 1956 г. и стадион „Петър Парчевич“, построен няколко години по-късно. Първият с капацитет от 3 хиляди зрители, а вторият – 1500.
Със съдействието на ДФС „Локомотив“ през учебната 1971 – 1972 г. в Основно училище „Христо Смирненски“ се изгражда школа по борба под ръководството на Гено Стойков, а в Основно училище „Христо Ботев“ се разкрива специализирана спортна школа по бокс, в която започват тренировки двадесет ученици под ръководството на треньора Любен Гаджев. Възпитаници на боксовата школа са шампионите на България – Петър Лесов и Йордан Лесов.
През 2001 г. Петър Митов основава в града Спортен клуб „ИН-ЯН“ към „Шинкиокушин България“. От 2010 г. председател на клуба е Младен Шишков. През 2009 г. във всички училищата на града, а след това и на общината, са изградени многофункционални спортни площадки. През 2015 г. в града е създаден Спортен клуб „Пашкулов БГ“ с треньор бившия боксъор и шампион Никола Пашкулов. През 2019 г. е изградена многофункционална спортна площадка до незавършеното 24-класно училище.
След 2011 г. до 2018 г. в града има 3 футболни клуба – ФК Раковски 2011, ФК Секирово и ФК Раковски 2001. През сезона 2017/18 г. ФК Раковски 2011 изпада в А ОФГ Пловдив, а ФК Раковски 2001 се класира на първо място в Б ОФГ Пловдив – северна подгрупа, с което влиза в А ОФГ Пловдив. През лятото на 2018 г. ФК Раковски 2011 престава да участва в първенството. По-късно през същата година е създаден ФК Раковски 2018, към който преминава детско-юношеският отбор в града.
| Отбор       | Основан | Група         |
| ФК Раковски | 2001 г. | А ОФГ Пловдив |
| ФК Секирово | 1991 г. | А ОФГ Пловдив |

През 2020 г. е основан Баскетболен клуб „Раковски“. На 23 август 2024 г. олимпийският шампион Петър Лесов и кметът на община Раковски Павел Гуджеров правят първата копка на спортна зала „Арена Раковски“.
Всяка година в Раковски се провежда детски турнир по футбол „Обединени от футбола“. Участват деца както от България, така и от чужбина – Италия, Хърватия, Румъния и др. На всеки 2 години в град Раковски фирмата за производство на трикотажни облекла „Легия“ организира велотурнир. В него вземат участие както деца, така и възрастни – от България и чужбина. От старта се тръгва, без предварително да се знае посоката на движение. На старта на всички участници се раздава маршрутът на турнира. Маршрутите обикновено са дълги около 25 км и минават покрай местните язовири и из полетата на общината.

## Известни личности

### Родени в Раковски
Поради близостта на град Раковски до град Пловдив, много от жителите му са родени в областния град. След 1984 г. Окръжна болница в Пловдив е преместена в новата си база и родилното отделение в болницата в град Раковски е закрито. Въпреки че формално са родени в град Пловдив, много от тях посочват в своите автобиографии град Раковски за родно място.

#### Епископи и др. духовници
- Йовко Пищийски (р. 1971), дипломат при Ватикана
- Георги Йовчев (р. 1950), духовник, софийско-пловдивски епископ
- Самуил Джундрин (р. 1920), никополски епископ
- Йосиф Търновалийски (р. 1915), капелан на цар Фердинанд в двореца Св. Антон в Словакия (1941 – 1946), духовник (ефемерий), изследовател в областта на историята на францисканите, преводач, роден в село Калъчлии, загинал при пътна катастрофа на магистрала Тракия на 14 септември 1992 г.[65]
- Симеон Коков (р. 1897), първият българин защитил докторат в престижния Папски Източен Институт (Pontificio Istituto Orientale), софийско-пловдивски епископ
- Дамян Гюлов (р. 1886), доктор по богословие и философия, основател и дългогодишен редактор на католическия вестник „Истина“ и календара „Св. Кирил и Методий“, директор на издателство „Добър печат“.
- Йосиф Стойков (р. 1887), свещеник, полиглот, литератор, известен с това, че дава идеята поета Иван Вазов да се нарече „Патриарх на Българската литература“. В свое писмо до поета той пише: „…Ако имах власт бих Ви нарекъл Патер Патриас (баща на бащите). Всъщност Вие сте, защото писахте и възпитахте любов към милото Отечество“
- Иван Романов (р. 1878), дългогодишен капелан на цар Фердинанд в изгнание (до 1941), софийско-пловдивски епископ, умира в затвора през 1953 г.[65]
- Винкенти Пеев (р. 1873), първи български капуцин избран за апостолически викарий, софийско-пловдивски епископ.[66]
- Яко Яковски (р. 1821), доктор по богословие, автор на първите български печатни книги за католиците в Южна България (написани на павликянско наречие и отпечатани на латиница), енорийски свещеник, просветител и учител. Счита се, че той е първият раковчанин получил докторска степен.
- Михаил Добромиров, архиерейски наместник на Софийско-пловдивската архиепархия през XVIII в.

#### Народни представители
- Стефан Петков, XVII обикновено народно събрание, Либерална партия (радослависти), народен представител от Калъчлии
- Георги Плачков (р. 1961), XLI народно събрание, ГЕРБ, първи народен представител от град Раковски
- Павел Гуджеров (р. 1983), XLII народно събрание, ГЕРБ
- Георги Търновалийски (р. 1963), XLIII народно събрание и XLIV народно събрание, БСП
- Младен Шишков (р. 1976), от XLIV народно събрание до XLVIII народно събрание, ГЕРБ

- Георги Плачков
- Павел Гуджеров
- Георги Търновалийски
- Младен Шишков

#### Революционери
- Петър Хамбарлийски (р. 1921), партизанин от Войнишки партизански батальон „Христо Ботев“
- Иван Станков (Дибенко) (р. 1912), партизанин от Партизански отряд „Христо Ботев“
- Йозо Тобиев (р. 1905), ятак
- Фердинанд Миланов (р. 1904), ятак
- Луиджи Генов Романски (р. 1883), революционер от ВМОРО, четник в четата на Кръстьо Българията[67]
- Иван Жечев Йошков – Комитов (р. 1860), доброволец в Руско-турската война, мобилизиран по време на Първата световна война, пленен в Румъния и убит през май 1917 г. в Молдова.
- Георги Качака (р. 1820), хайдутин

#### Учени
- проф. Иван Пищийски (р. 1943), преподавател в катедра „Биохимия и молекулярна биология“, Университет по хранителни технологии Пловдив
- проф. Крум Петков (р. 1937), преподавател в катедрата по хранене и управление на фуражите за животни към Западнопомеранския технологичен университет в Шчечин, Полша.
- проф. Франц Митов (р. 1933), хирург, Медицински университет – Пловдив
- д-р Габриел Алексиев (р. 1929), богослов и философ.
- проф. Йосиф Гагов (р. 1915), дългогодишен преподавател в Папския богословски факултет „Серафикум“ в Рим, защитил е две дисертации, може да се твърди, че е най-високо образованият раковчанин.

#### Хора на изкуството
- Иван Донев (р. 1987), дизайнер
- Божидар Стрехин (р. 1970), кларинетист
- Росица Петрова (р. 1968), поетеса
- Ангел Гаджев, (р. 1966), гъдулар
- Стоян Карагеоргиев (р. 1962), художник, иконописец
- Ангел Пендаков (р. 1938), цирков артист
- Слав Бойкин (р. 1933), хореограф

#### Спортисти
- Станислав Работов (р. 2002), футболист
- Иван Йорданов (р. 2000), футболист
- Петър Атанасов (р. 1990), футболист
- Валери Домовчийски (р. 1986), футболист
- Стефан Киков (р. 1982), футболист
- Петър Лесов (р. 1960), боксьор, олимпийски шампион
- Любен Гаджев (р. 1950), републикански шампион по борба, заслужил треньор на България
- Тобия Момин (р. 1941), футболист

### Живели в Раковски
- Румен Станев (р. 1973), католически епископ
- Гинка Загорчева (р. 1958), лекоатлетка
- Антоний Генов (р. 1950), актьор
- проф. Георги Елдъров (р. 1926), най-високо издигнатият български католик при Ватикана

### Починали в Раковски
- Марио Тоскани (р. 1886), сградостроител, проектант от италиански произход, дал изключително много за архитектурната визия на град Раковски.
- Едуард Валпа (р. 1812), италиански католически духовник, философ, писател, преводач и български просветител
- Франческо Рейнауди (р. 1808), католически архиепископ и депутат „по право“ в Областното събрание на Източна Румелия.
- Андрея Тунов (р. 1770), католический епископ

### Почетни граждани
1. Петър Лесов – боксьор[30]
2. Веселин Петков – пилот, на 3 август 1994 г., с риск за живота си отклонява авариралия си самолета и спасява града от жертви и разрушения
3. Неделчко Нанев – художник, кинорежисьор
4. Гинка Загорчева – лекоатлетка
5. Иван Михов – цигулар, лютиер
6. Слав Станков – първи кмет на град Раковски
7. Франц Коков – дългогодишен кмет на град Раковски
8. Никола Ганчев – известен български кавалджия
9. д-р Йосиф Изамски – завеждащ вътрешното отделение в районната болница, по време на пандемията Ковид-19, лекувайки болните в града и района губи живота си от болестта на 25 ноември 2020 г.[35]
10. Минчо Пашов – състезател по вдигане на тежести

## Побратимени градове
- Чипровци (2018)
- Арзергранде (2019)